# Touchen-end
Touchen-end är en by i civil parish Bray, i distriktet Windsor and Maidenhead, i grevskapet Berkshire i England. Byn är belägen 17 km från Reading. Byn hade 523 invånare år 2021. Touchen End var Touchen End 1274.